# Cieśnina Gaspar
Cieśnina Gaspar (indonez. Selat Gaspar) – cieśnina w Indonezji; łączy Morze Południowochińskie z Morzem Jawajskim; oddziela wyspy Bangka i Belitung; długość ok. 70 km, szerokość 80–100 km. Główny port: Tanjung Pandan. 
W cieśninie znajdują się liczne wyspy, m.in. Lepar, Liat, Mindanau.